# Oberaarnollen
L'Oberaarnollen est un sommet des Alpes en Suisse. Il culmine à 3 408 mètres d'altitude dans les Alpes bernoises.

## Situation
L'Oberaarnollen se trouve à la frontière entre les cantons de Berne et du Valais. Il est situé sur la ligne de partage des eaux entre la mer du Nord et la mer Méditerranée. Sur son versant est naît le glacier de l'Oberaar (qui alimente l'Aar via l'Oberaarbach). Sur son versant ouest, le Studergletscher alimente la Wysswasser (affluent du Rhône). Au nord de l'Oberaarnollen on trouve l'Oberaarjoch puis l'Oberaarhorn, au sud l'Oberaarrotjoch puis l'Oberaarrothorn.